# Bodilus inylchekensis
Bodilus inylchekensis är en skalbaggsart som beskrevs av Frolov 2001. Bodilus inylchekensis ingår i släktet Bodilus och familjen Aphodiidae. Inga underarter finns listade.